# Asociación Deportivo Pasto
L'Asociación Deportivo Pasto o simplement Deportivo Pasto és un club de futbol colombià de la ciutat de Pasto, Departament de Nariño.

## Història
Va ser fundat l'any 1919 com a El Libertador.
El seu uniforme base se samarreta vermella amb pantalons blaus i mitjons vermells, mentre que l'uniforme alternatiu és blau o blanc. El seu estadi, Libertad, va ser construït el novembre de 1954, essent remodelat el 2000 i el 2005. Té una capacitat per a 25.000 espectadors.

## Dades del club
- Temporades a Primera Divisió: 12
- Temporades a Primera B: 3

## Palmarès
- Fútbol Profesional Colombiano (1): 2006 Apertura
- Segona divisió de la lliga colombiana de futbol (1): 1998

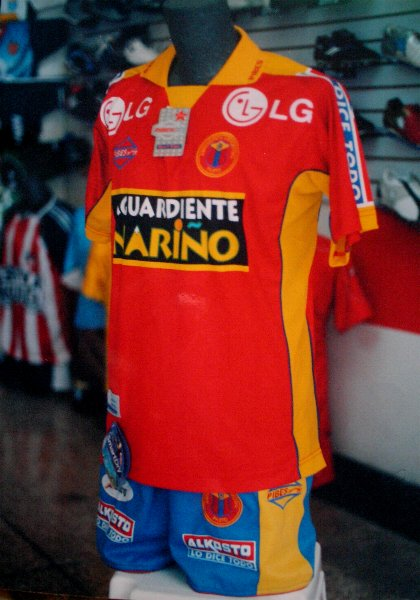
Antic uniforme local

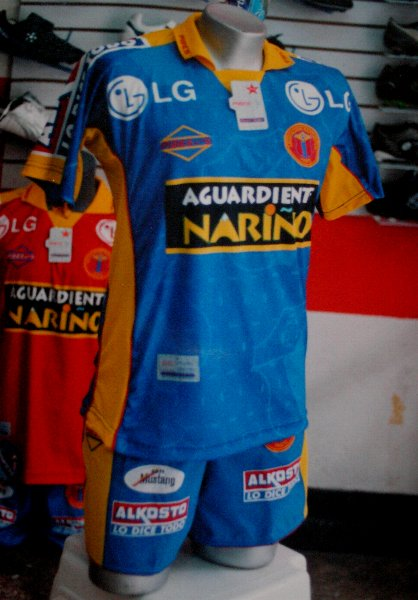
Antic uniforme visitant

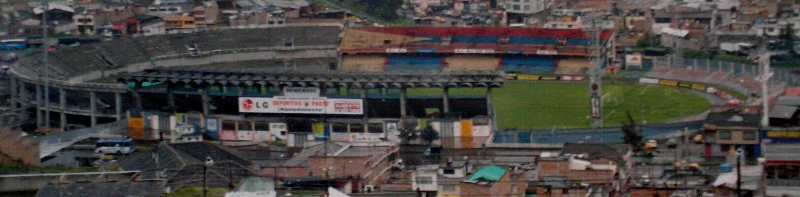
Estadi Libertad

|  |  |  |